# Alija Mustafina
Alija Farchatovna Mustafina (ryska: Алия Фархатовна Мустафина), född den 30 september 1994 i Moskva, Ryssland, är en rysk gymnast.
Hon tog OS-guld i damernas barr, OS-silver i lagmångkamp, OS-brons i fristående och OS-brons i den individuella mångkampen i samband med de olympiska gymnastiktävlingarna 2012 i London.
Vid olympiska sommarspelen 2016 i Rio de Janeiro tog Mustafina en guldmedalj i barr, en silvermedalj i lagmångkampen och en bronsmedalj i den individuella mångkampen.
Hon är dotter till OS-brottaren Farhat Mustafin.